# Comando operativo "Est"
Il Comando operativo "Est" (in ucraino Оперативне командування «Схід»?, Operatyvne komanduvannja «Schid», unità militare A1314) è un distretto militare delle Forze terrestri ucraine con sede a Dnipro, responsabile delle regioni dell'Ucraina orientale. Il suo territorio di competenza comprende gli oblast' di Zaporižžja, Dnipropetrovs'k, Charkiv, Luhans'k e Donec'k.

## Storia
In seguito all'indipendenza dell'Ucraina dall'Unione Sovietica vennero ereditati i tre distretti militari sovietici situati sul territorio ucraino: il Distretto militare dei Carpazi, il Distretto militare di Kiev e il Distretto militare di Odessa. Quest'ultimo, riorganizzato nel 1998 nel Comando operativo meridionale e nel 2013 nell'attuale Comando operativo "Sud", comprendeva nella sua giurisdizione anche le regioni dell'Ucraina orientale.

Area di competenza del Comando operativo "Est"

Il 1 gennaio 2015, in seguito alla riorganizzazione delle Forze armate ucraine conseguente allo scoppio della guerra del Donbass, venne creato il Comando operativo "Est", a cui furono assegnati gli oblast' orientali. Inoltre i corpi d'armata ucraini vennero sciolti e le loro competenze trasferite interamente ai comandi regionali.

## Struttura
- 3ª Brigata corazzata "Ferro" (Jarmolynci, unità militare А2573)
- 17ª Brigata meccanizzata pesante "Kryvyj Rih-Kostjantyn Pestuško" (Kryvyj Rih, unità militare А3283)
- 23ª Brigata meccanizzata (Pokrovs'k, unità militare A4741)
- 47ª Brigata artiglieria (Charkiv, unità militare A7113)
- 43ª Brigata meccanizzata (Dnipro, unità militare A4698)
- 53ª Brigata meccanizzata "Principe Vladimir Monomaco" (Sjevjerodonec'k, unità militare А0536)
- 54ª Brigata meccanizzata "Atamano Ivan Mazepa" (Bachmut, unità militare А0693)
- 55ª Brigata artiglieria "Sič di Zaporižžja" (Zaporižžja, unità militare A1978)
- 91ª Brigata supporto "Ochtyrka" (Ochtyrka, unità militare A0563)
- 92ª Brigata meccanizzata "Atamano Ivan Sirko" (Čuhuïv, unità militare A0501)
- 93ª Brigata meccanizzata "Cholodnyj Jar" (Čerkas'ke, unità militare A1302)
- 128ª Brigata di difesa territoriale "Campi Selvaggi" (Dnipro, unità militare  А7384)
- 142ª Brigata meccanizzata (Krasnohrad, unità militare A4820)
- 151ª Brigata meccanizzata (Dnipro, unità militare A4941)
- 121º Reggimento comunicazioni (Čerkas'ke, unità militare A1214)
- 425º Reggimento d'assalto "Skala" (Dnipro, unità militare A4862)
- 532º Reggimento manutenzione (Čerkas'ke, unità militare А3336)
- 1039º Reggimento missilistico contraereo "Maggior generale Mykola Kapustjans'kyj" (Hvardijs'ke, unità militare A1964)
- 17º Battaglione fucilieri (Charkiv, unità militare A7101)
- 56º Battaglione radiotecnico
- 74º Battaglione ricognizione (Čerkas'ke, unità militare А1035)
- 78º Battaglione logistico (Kryvyj Rih, unità militare A0943)
- 93º Battaglione anticarro (Zaporižžja, unità militare A5021)
- 129º Battaglione ricognizione (Nikol's'ke, unità militare A4221)
- 133º Battaglione sicurezza e servizio (Dnipro, unità militare A3750)
- 227º Battaglione trasporti (Kryvyj Rih, unità militare A1823)
- 502º Battaglione guerra elettronica (Čerkas'ke, unità militare А1828)
- 188º Centro comando e intelligence (Dnipro, unità militare A2129)

Inoltre il Comando operativo "Nord" comprende anche nella propria giurisdizione le unità delle Forze di difesa territoriale delle regioni di sua competenza.
- 108ª Brigata di difesa territoriale (Oblast' di Dnipropetrovs'k, unità militare А7036)
- 109ª Brigata di difesa territoriale (Oblast' di Donec'k, unità militare А7037)
- 110ª Brigata di difesa territoriale (Oblast' di Zaporižžja, unità militare А7038)
- 111ª Brigata di difesa territoriale (Oblast' di Luhans'k, unità militare А7039)
- 113ª Brigata di difesa territoriale (Oblast' di Charkiv, unità militare А7041)
- 127ª Brigata di difesa territoriale (Charkiv, unità militare А7383)
- 128ª Brigata di difesa territoriale (Dnipro, unità militare А7384)
- 129ª Brigata di difesa territoriale (Kryvyj Rih, unità militare А7224)

## Comandanti
- Tenente generale Serhij Najev (2015-2017)
- Tenente generale Oleksandr Krasnook (2017-2019)
- Maggior generale Oleksandr Nesterenko (2019-2021)
- Maggior generale Oleh Mikac (2021-2024)
- Brigadier generale Andrij Hnatov (2024)
- Brigadier generale Dmytro Bratyško (2024-in carica)